# Titularbistum Sagona
Sagona ist ein Titularbistum der römisch-katholischen Kirche. 
Es wurde erst 2002 in die Liste der Titularbistümer aufgenommen und wird, wie das 1801 aufgehobene Bistum Sagone, der Kirchenprovinz Korsika und dem Metropoliten von Pisa zugeordnet.
| Titularbischöfe von Sagona |                                                                   |                                                                                            |                |                  |
| Nr.                        | Name                                                              | Amt                                                                                        | von            | bis              |
| 1                          | Dominique François Joseph Mamberti Titularerzbischof pro hac vice | Apostolischer Nuntius Staatssekretär Sektion für Beziehungen zu den Staaten (Vatikanstaat) | 18. Mai 2002   | 14. Februar 2015 |
| 2                          | Paolo Rocco Gualtieri Titularerzbischof pro hac vice              | Apostolischer Nuntius (Madagaskar)                                                         | 13. April 2015 |                  |